# Scotopteryx alumna
Scotopteryx alumna là một loài bướm đêm trong họ Geometridae.